# جیم بی‌کس
جیم بی‌کس یا جیم تنها (به انگلیسی: Lonesome Jim) فیلمی محصول سال ۲۰۰۵ و به کارگردانی استیو بوشمی است. در این فیلم بازیگرانی همچون کیسی افلک، لیو تایلر، کوین کوریگان، مری کی پلیس، سیمور کاسل و مارک بون جونیور ایفای نقش کرده‌اند.